# 迪尔帕克 (华盛顿州)
迪尔帕克（英文：Deer Park），是美国华盛顿州斯波坎县下属的一座城市。根据 2000年美国人口普查，该市有人口3,017人。根据2010年美国人口普查，该市有人口3,652人。而2011年估计该市有3,673人。